# Danh tiếng

## Định nghĩa
Danh tiếng là một sự diễn đạt về việc "nổi danh" của một người hay một di sản, thắng cảnh, và được so sánh với những người và vật khác bởi một đặc điểm nổi bật, nổi trội hơn. Danh tiếng thường được đánh đồng với thành công và cả hai luôn đi song song với nhau.
Trong kinh doanh, danh tiếng là cách người khác nhìn vào một người hay doanh nghiệp và định nghĩa bạn là ai.

### Những điều cần có để xây dựng danh tiếng cho một doanh nghiệp khởi nghiệp:
Bà Amy Kunrojpanya, Giám đốc Chính sách và Truyền thông Uber châu Á – Thái Bình Dương khuyên rằng, hãy vẫn cứ "làm việc nhỏ" khi đang suy nghĩ về mục tiêu lớn, theo các gợi ý:
- Đặt mục tiêu cho danh tiếng, tương tự như khi bạn làm bất cứ việc gì.
- Xây dựng danh tiếng là việc làm hằng ngày, soi vào mục tiêu đã đặt ra.
- Tập trung vào nhà sáng lập, thương hiệu cá nhân của nhà sáng lập gần gũi với danh tiếng công ty.
- Xây dựng tiếng nói trong cộng đồng (khách hàng, đối tác, nhà cung cấp...).
- Biết kể cho cộng đồng những câu chuyện xung quanh danh tiếng doanh nghiệp.[1]

## Danh tiếng trong doanh nghiệp

### Khái niệm
Quản trị danh tiếng là một tập hợp các biện pháp chiến lược nhằm định hình, hỗ trợ và bảo vệ hình ảnh của công ty. Nhiệm vụ chính là tạo ra tầm nhìn thương hiệu cần thiết trong mắt người tiêu dùng và ý kiến tích cực bền vững về nó. Kiểu quản lý này bao gồm kiểm soát không gian thông tin xung quanh sản phẩm trên Internet, dự đoán tất cả các loại mối đe dọa, sửa nội dung, theo dõi các đánh giá tiêu cực và loại bỏ chúng.

### Quản trị danh tiếng
Nâng cao chất lượng sản phẩm/ dịch vụ bằng việc lắng nghe ý kiến của khách hàng, lắng nghe họ đang nghĩ gì về mình đồng thời cần tìm hiểu về đối thủ cạnh tranh họ đang làm gì và có những động thái gì. Đầu tư vào việc nắm bắt thông tin hằng ngày và social listening là rất cần thiết trong thời đại hiện nay.
Đào tạo nhân viên về các kỹ năng cần thiết trong việc xử lý khủng hoảng danh tiếng công ty đồng thời có ý thức về bảo vệ thương hiệu hay các hành xử trong xã hội. Những nhân viên về sales hay nhân viên phòng khách hàng cần lắng nghe ý kiến khách hàng, có thái độ đúng mức và ghi nhận ý kiến đó báo với cấp trên để xử lý
Lập kế hoạch, đưa ra những tình huống trước để phòng ngừa và ứng phó với các tình huống cấp bách.
Thời đại internet phát triển mạnh mẽ, vì vậy việc quản trị danh tiếng cũng khó khăn không kém. Các doanh nghiệp phải có các kế hoạch định sẵn nhằm đưa ra các giải pháp giải pháp hợp lý khi có khủng hoảng xảy ra. Cần phải xử lý nhanh chóng vì độ lây lan cộng đồng trên mạng rất nhanh và khó kiểm soát.

### Phục hồi danh tiếng
Để lấy lại danh tiếng cho doanh nghiệp thì hãy tham khảo theo 12 cách sau đây

#### Lãnh đạo là người phát ngôn chính thức
Khi gặp những chuyện gì xảy ra dù tốt hay xấu thì người lãnh đạo phải đại diện cho một tập thể đứng ra phát biểu hay có những lời phát ngôn tới công chúng. Đây là một hành động cần có ở nhà lãnh đạo vì họ như là bộ mặt của công ty. Danh tiếng của công ty và nhà lãnh đạo có quan hệ mật thiết với nhau.

#### Truyền thông không mệt mỏi
Cố gắng truyền thông một cách hiệu quả với những thông tin trong sạch ở giai đoạn xảy ra khủng hoảng. Ông Rick Wagoner -CEO của General Motors giải thích: "Mọi người luôn luôn đói khát thông tin trong thời kỳ thử thách".

#### Đừng đánh giá thấp khủng hoảng và các đối thủ cạnh tranh
Có những khủng hoảng mà nhà lãnh đạo chủ quan vì có thể nghĩ rằng những khủng hoảng đó nhỏ hay không đáng bận tâm. Đó là một suy nghĩ sai lầm khi cộng động hiện nay trên mạng internet phát triển, chỉ cần một nguồn tin thiếu chính xác hay nói quá vấn đề cũng có thể gây ra hậu quả khôn lường. Vì thế, cần thận trọng và không nên đánh giá thấp bất kỳ khủng hoảng nào dù nhỏ hay lớn. Đặc biệt hơn, những khủng hoảng của doanh nghiệp sẽ là cơ hội cho nhiều đối thủ cạnh tranh

#### Tập trung vào những việc cần làm tiếp theo
Khi rơi vào tình huống khủng hoảng, cần tập hợp nhân viên khẩn cấp để giải quyết tình huống hiện tại chứ không nên sao lãng hay tập trung vào những điều chưa cần thiết hoặc những điều đã xảy ra

#### Phân tích điều gì đúng và sai
Ngay khi giải quyết khủng hoảng có vẻ tạm ổn hay cứu nguy danh tiếng của công ty, nên nghiên cứu kĩ lại những sai lầm, rút kinh nghiệm và tránh lặp lại sai lầm cho lần sau.

#### Đo lường
Việc đo lường là rất cần thiết nếu doanh nghiệp cần theo dõi quá trình phục hồi danh tiếng của mình. Những con số cụ thể sẽ giúp doanh nghiệp dễ dàng biết được họ đang làm gì, họ cần làm gì tiếp theo để đi đúng hướng.

#### Duy trì văn hóa tổ chức
Xây dựng văn hóa doanh nghiệp vững mạnh điều này là hết sức cần thiết đối với bất kỳ một doanh nghiệp nào. Nhân viên khi mới tuyển dụng cần được đào tạo không chỉ về kiến thức và kĩ năng mà còn là văn hóa. Việc phục hồi danh tiếng có liên quan đến văn hóa doanh nghiệp khá lớn.

#### Nắm bắt thay đổi
Khi khủng hoảng đến và quá trình phục hồi bắt đầu, các doanh nghiệp thường có nhiều thay đổi. Do đó, doanh nghiệp nên nắm bắt những thay đổi đó để thích nghi với những điều đang xảy ra.

#### Đương đầu với giới truyền thông
Đây được cho là rất quan trọng khi mà những phát ngôn, những thông tin từ phía doanh nghiệp trên internet sẽ tác động mạnh mẽ đến danh tiếng của họ. Đồng thời, khi có những tiếng tăm không tốt về doanh nghiệp trên cộng đồng mạng, doanh nghiệp cần đương đầu và giải quyết hết sức có thể trước mọi tình huống đang xảy ra.

#### Tăng động lực cho nhân viên
Trong quá trình phục hồi danh tiếng, các nhà lãnh đạo nên tạo cảm hứng, động lực nhân viên, cố gắng khuyến khích họ để nhân viên như được tiếp thêm sức mạnh và làm việc hiệu quả hơn.

#### Cam kết rằng quá trình phục hồi danh tiếng giống như cuộc chạy marathon
Việc phục hồi danh tiếng không phải xảy ra trong một thời gian ngắn mà cần có thời gian. Bền bỉ, kiên trì là những tố chất cần có để phục hồi danh tiếng.

#### Giảm bớt việc mạo hiểm danh tiếng của tổ chức
Khi phục hồi danh tiếng đã xong và công ty đã lấy lại sự vững chãi của mình thì cũng không nên mạo hiểm danh tiếng mà phải được kiểm soát chặt chẽ.

#### Chuyển giao danh tiếng
Mở rộng thương hiệu: Nêu một thương hiệu của một công ty đang nổi tiếng trên thị trường và tạo được uy tín, việc phát triển sản phẩm mới hay thâm nhập vào một thị trường mới được dễ dàng khách hàng chấp nhận hơn vì họ đã biết đến thương hiệu này từ lâu và đã tạo được lòng trung thành cho khách hàng.
Chuyển giao giá trị và bản sắc công ty: Việc chuyển giao giá trị và bản sắc công ty vào một sản phẩm hay dịch vụ là rất quan trọng và có quan hệ mật thiết với nhau.
Văn hóa: Tiếng tăm về văn hóa của một công ty tốt cũng là một lợi thế rất lớn. Nó sẽ tạo ra lòng tin cho khách hàng và từ đó khách hàng sẽ có cái nhìn tốt về các sản phẩm hay dịch vụ của một công ty.

## Danh tiếng trên mạng cá nhân
Danh tiếng trên mạng có thể là danh tiếng của một công ty, cá nhân, sản phẩm hay dịch vụ những yếu tố khác trên Internet và những nền tảng số. Những danh tiếng này bị ảnh hưởng bởi nội dung mà tổ chức đưa ra, những hiệu ứng hay những tương tác với người dùng, những hành động hay mạng xã hội. Danh tiếng trên mạng xã hội là rất quan trọng, bởi vì nó có thể ảnh hưởng đến sự tín nhiệm và sống còn của một thương hiệu. Như một thương hiệu chuyên nghiệp, hình ảnh thương hiệu cá nhân có thể tạo ra ảnh hưởng, tương tác tích cực hay tiêu cực tới bạn một ngày nào đó nếu bạn không chú ý. Ngoài ra danh tiếng cá nhân trên mạng xã hội cũng có tầm ảnh hưởng quan trọng đến sự sống còn, phát triển nhưng khác ở đây là phạm vi: cá nhân.

### Đặc điểm
Những thông tin làm nên danh tiếng của bạn như: giải thưởng, chứng nhận, sự kiện của bạn được lên báo, trang cá nhân trên mạng xã hội của bạn,... Những điều này có thể xuất hiện dễ dàng dựa vào kết quả tìm kiếm trên Google.
Danh tiếng trên mạng xã hội là vô cùng quan trọng. Những con số sau sẽ minh chứng cho điều này:
- 70% người quản lý tuyển dụng đã từ chối một ứng cử viên vì một cái gì đó họ tìm thấy trực tuyến (Cross-Tab).
- Khi tìm kiếm một doanh nghiệp địa phương, 97% mọi người đọc các đánh giá trực tuyến (BIA Kelsey).
- Hơn 80% thiệt hại danh tiếng đến từ sự không phù hợp giữa tiếng vang và thực tế (Digimind).
- 2/3 người xem Internet là nguồn thông tin đáng tin cậy nhất về một người hoặc một doanh nghiệp (Edelman Insights).[6]

Bên cạnh đó, mọi người thường xem Internet là nguồn thông tin đầu tiên của họ, tin tưởng vào những kết quả tìm kiếm được. Từ đó, họ đưa ra quyết định dựa trên những gì họ tìm thấy. Một yếu tố khác đáng cân nhắc nữa là dấu vết kỹ thuật số đặc biệt là những điều tiêu cực sẽ khiến bạn gặp bất lợi nghiêm trọng. Nếu bạn không nhận thức được và không có những hành vi cải thiện, điều này sẽ kéo dài.

## Danh tiếng kỹ thuật số và danh tiếng trực tuyến
Vào những ngày đầu của Internet, việc tách biệt giữa thế giới thực và thế giới ảo là một diều dễ dàng nhưng theo thời gian, sự khác biệt này ngày càng nhỏ lại và khiến ta dễ dàng thể hiện chính con người chúng ta trên mạng. Nhiều người chưa nhận ra nhưng những gì ta để lại trên mạng, hay còn gọi là digital footprint có ảnh hưởng lớn tới cuộc sống thực. Nhiều trường hợp về việc mất việc do một bài đăng trên mạng xã hội được cho là không tốt hoặc một bình luận không phù hợp đã xảy ra và chứng cứ là những nội dung chúng ta để lại trên Internet qua các trang mạng sử dụng.

### Bảo vệ chính mình và danh tiếng của mình khỏi mối họa trên mạng

#### Suy nghĩ hai lần trước khi đăng
Khi dùng mạng xã hội, phải suy nghĩ kỹ trước khi có tương tác gì là cách phòng thủ tốt nhất trên mạng xã hội. Hãy suy nghĩ theo cách cảm thông, đồng cảm, quan tâm thậm chí là với người lạ. Bằng cách này sẽ hạn chế nhựng hình ảnh xấu như những ngôn từ không phù hợp hay các bài đăng không có cùng quan điểm với sếp tương lai của bạn.

#### Dọn sạch những nội dung trên mạng xã hội trong quá khứ
Nếu bạn phát hiện bạn có những bài viết cũ và không được tốt, bạn nên chủ động tìm cách xóa chúng ngay. Có rất nhiều công cu có thể xóa các bài đăng cũ trên Facebook hay Twitter và các Mạng xã hội khác nữa. Ngoài ra còn các công cụ quản lý có thể tự động xóa bài đăng khi các bài đăng đó tới một ngưỡng tuổi nào đó.

#### Sử dụng cài đặt riêng tư
Trên thực tế không thể hiểu hết về một con người qua những gì ta thấy trên mạng về họ, nhưng điều này không ngăn cản các người tuyển dụng, các nhân viên tuyển sinh hay các đối tượng hẹn hò của bạn nhìn vào những gì bạn thể hiện trên mạng và đánh giá nó. Vì vậy hãy sử dụng các cài đặt riêng tư để hạn chế những gì họ có xem trên hồ sơ của bạn không thể tác động lên con người thật của bạn.

## Manage OR:  tools for online reputation monitoring
Quản trị danh tiếng trên mạng xã hội được hiểu là nắm quyền kiểm soát đối thoại trên mạng. Những cách thức và chiến lược để đảm bảo rằng người ta có thể tìm thấy những tư liệu cần thiết khi họ thực hiện tìm kiếm bạn trên Internet. Mục đích của quản trị danh tiếng trên mạng xã hội là tạo ra sự cân bằng, giảm thiểu những xu hướng sai lệch và cho phép bạn có những hình ảnh tốt trên mạng xã hội.
Có hai xu hướng trong danh tiếng trên mạng xã hội là:
- Vòng luẩn quẩn: Phớt lờ danh tiếng trên mạng xã hội của bạn và bạn sẽ chấp nhận đối mặt với những rủi ro cho vòng luẩn quẩn thông tin sai sự thật và lời đồn.
- Vòng đạo đức (đức hạnh): Chăm sóc cho những danh tiếng trên mạng xã hội và bạn sẽ tạo ra vòng đức hạnh của sự tích cực, những thông tin chất lượng về bạn.[8]

### Quản trị danh tiếng trên mạng xã hội không chỉ là vấn đề của cá nhân mà còn về phía doanh nghiệp

#### Reviews - Nhận xét
Là những phản hồi, chia sẻ của khách hàng về sản phẩm và dịch vụ của doanh nghiệp. Đây là yếu tố vô cùng quan trọng. 72% khách hàng sẽ không mua hàng khi mà họ chưa đọc review. Nên làm gì với review:
- Phản hồi nhanh: Vì 71% người dùng muốn mua hàng ở thương hiệu phản hồi nhanh.
- Có những review tốt: Càng nhiều review tốt, càng ít những ảnh hưởng tiêu cực. Review tốt sẽ thể hiện rằng thương hiệu của bạn đáng tin cậy.
- Nhận thức về những review chưa tốt: Không nên xóa những review này. Nên phản hồi nhanh chóng và chuyên nghiệp để tránh sự đồn đoán và để lại những thông tin sai lệch.[9]

#### Search results - Kết quả tìm kiếm
70% người sử dụng tìm kiếm thông tin trên mạng trước khi tiếp cận công ty. Quản trị công cụ tìm kiếm trước khi tiếp cận doanh là đảm bảo cho doanh nghiệp, sản phẩm hay dịch vụ được thể hiện một cách tích cực ở lượt tìm kiếm đầu tiên. Bạn có thể làm điều này bằng cách xây dựng những review, tin tức, blog hay những bài đăng trên mạng xã hội từ website hay từ một nền tảng thứ 3.

#### Social media mentions - Lượt nhắc tới trên mạng xã hội
Quản trị danh tiếng truyền thông là bạn bảo vệ những nội dung bạn chia sẻ trên trang xã hội của bạn và những đề cập về kênh truyền thông của bạn mà nó không thuộc sở hữu của bạn. Những lợi ích của truyền thông mạng xã hội là lượng lớn khách hàng - 3,8 tỷ người dùng. Một lợi ích nữa là sự phát triển của xã hội: 55% người dùng có mua hàng qua mạng xã hội ít nhất 1 lần.
Các tính năng phân biệt chính của quản lý danh tiếng phương tiện truyền thông xã hội
- Phản ứng nhanh. Bởi vì xã hội có tính năng gắn thẻ, bạn sẽ nhận được thông báo tức thì đến hồ sơ tương ứng. Quá trình ngay lập tức này có nghĩa là người dùng mong đợi một phản hồi nhanh chóng
- Minh bạch đầy đủ. Các đề cập liên kết đến hồ sơ của bạn, vì vậy ngay cả những người không biết về sự tồn tại của thương hiệu của bạn, có thể nhấp qua trang của bạn ngay lập tức.
- Tương tác hàng ngày. Trung bình, người dùng dành 3 giờ mỗi ngày cho phương tiện truyền thông xã hội và tạo ra vô số nội dung mới. Chẳng hạn, trên Instagram, có hơn 100 triệu bài đăng mỗi ngày. Một mặt, điều này có nghĩa là nếu bạn không tham gia vào cuộc trò chuyện một cách có hệ thống, bạn sẽ sớm bị choáng ngợp bởi dòng chảy của nó. Mặt khác, rủi ro nội dung của bạn sẽ không được chú ý nếu nó không hấp dẫn và phù hợp với đối tượng mục tiêu của bạn.[9]

#### Engage With Customers - Tiếp cận khách hàng
Nếu khách hàng hoặc khách hàng của bạn đang nói chuyện với buồng phản hồi bất cứ khi nào họ tiếp cận với hướng dẫn trực tuyến về sản phẩm hoặc dịch vụ của bạn, thì những bình luận tiêu cực là không thể tránh khỏi.Cho dù đó là trên Google Nhận xét, Quora hay Twitter, thương hiệu của bạn cần chủ động trả lời các câu hỏi và nhận xét về công ty của bạn, ngay cả khi họ hướng đến chính công ty. Giám sát tất cả các kênh phản hồi chính sẽ giúp ích, nhưng thương hiệu của bạn cũng cần cung cấp lời khuyên và giải thích hữu ích khi cần thiết để tránh tiếng xấu.
Justin Lavelle cung cấp hai xu hướng của mình về chủ đề thu hút khách hàng như một hình thức quản lý danh tiếng trực tuyến. Cam kết trên truyền thông xã hội là tất cả những gì về nó, còn hơn cả việc giữ vẻ bề ngoài, anh ấy nói, các thương hiệu phải chơi theo quy tắc của [mỗi nền tảng] và hiểu rằng [phương tiện truyền thông xã hội] không phải là [địa điểm cho] kiểm soát và thao tác. Đó là một cách để các thương hiệu đối thoại với [khách hàng] để họ có thể tìm hiểu về cảm xúc và lý tưởng thực sự của họ. Nó nói nhiều về xây dựng mối quan hệ hơn là quảng cáo, theo ông L Lele. Các thương hiệu nên nhắm mục tiêu để thao túng ý kiến bằng cách tham gia với họ. Thay vào đó, họ nên có những cuộc trò chuyện có ý nghĩa để giảm bớt các vấn đề và thay đổi ý kiến một cách hữu cơ, ông khuyên.

#### Actively Gather Testimonials - Thu thập những chứng thực
Bạn có thể hợp pháp ngăn chặn bất cứ ai đánh giá tiêu cực về công ty của bạn trên Google Nhận xét hoặc Glassdoor. Hy vọng duy nhất của bạn là nếu bạn có thể chứng minh rằng đánh giá hoặc lời chứng thực của họ là không chính xác hoặc độc hại. Bạn cũng có thể tích cực khuyến khích, thu thập, xuất bản và phân phối tất cả các phản hồi tốt từ khách hàng, khách hàng và nhân viên hạnh phúc của bạn. [Nó là một thông lệ tốt] để bao gồm lời chứng thực trên các trang nội thất được tối ưu hóa cho công cụ tìm kiếm trong trang web của bạn. Bởi vì với định dạng phù hợp, điều này sẽ cho phép trang web của bạn hiển thị các ngôi sao xếp hạng màu trong các trang tìm kiếm của Google, điều này giúp cải thiện [dư luận ngay lập tức], cũng như tỷ lệ nhấp và xếp hạng công cụ tìm kiếm, Lavelle nói.